# Vișina (Olt)
Pour les articles homonymes, voir Vișina.
Vișina est une commune du județ d'Olt en Roumanie.